# Auguste Drapiez
Auguste Drapiez, né à Lille le 28 août 1778 et mort à Bruxelles le 28 décembre 1856, est un naturaliste belge.
Il est à l'époque du royaume uni des Pays-Bas un des cinq fondateurs de la Société royale d'Horticulture des Pays-Bas, Société Anonyme, qui réalise en 1826 le Jardin botanique de Bruxelles.  Il est un des membres de la Société des douze.

## Biographie
Il participe, aux côtés du botaniste français Jean-Baptiste Bory de Saint-Vincent (1778-1846) et du chimiste belge Jean-Baptiste Van Mons (1765-1842), à la fondation des Annales générales de Sciences physiques consacrées aux Sciences naturelles dont six volumes paraissent entre 1819 et 1821. L'ouvrage est édité par l'imprimeur Weissenbruch. Les articles, rédigés par des sommités scientifiques internationales, sont illustrés de lithographies imprimées par Duval de Mercourt puis par Marcellin Jobard.
Son Dictionnaire portatif de chimie, de minéralogie et de géologie, en rapport avec l'état présent de ces sciences, composé par une société de chimistes, de minéralogistes et de géologues paraît en 1824 et Résumé d'ornithologie ou d'histoire naturelle des oiseaux en 1829.
Il fait paraître entre 1828 et 1838, avec l'abbé Pierre Corneille Van Géel (1796-1838), (également membre-fondateur de la Société royale d'Horticulture des Pays-Bas) le Sertum botanicum ou l’Encyclographie du règne végétal. Un exemplaire était présenté par Pierre-Joseph Meeûs-Vandermaelen, l'éditeur (Etablissement Encyclographique, Quai au foin à Bruxelles), lors de l'Exposition des Produits de l'Industrie nationale de juillet 1830 à Bruxelles qui eut lieu juste avant la Révolution. 
Il est aussi l’auteur d’un Guide pratique de minéralogie usuelle et du Dictionnaire classique des sciences naturelles.
Entre 1828 et 1835 paraissent à Bruxelles les huit volumes Herbier de l'amateur de fleurs.  Il s'agirait de la réédition de l'Herbier général de l'amateur paru en France entre 1814 et 1827.
Avec Achille Richard, il signe dans la seconde édition du livre Nouveaux éléments de botanique et de physiologie végétale un supplément aux Nouveaux éléments de botanique et de physiologie végétale parue en 1837 : Le précis des propriétés médicamenteuses des végétaux ou de leurs produits d'après les meilleurs traités de matière médicale; et d'un grand nombre de figures pour aider à l'intelligence des caractères des familles du règne végétal.
Il signe une notice sur l'Établissement géographique de Bruxelles alors situé à Molenbeek-Saint-Jean qui est un inventaire des différentes collections dirigées par Philippe Vandermaelen.
Il lègue sa bibliothèque, riche de 4 000 volumes, à la ville de Mons. Il était membre de la Société des douze.